# 스에나가 도아
스에나가 도아(일본어: 末永 透瑛, 2005년 10월 13일~)는 일본의 축구 선수이다.

## 구단 경력
그는 2024년 J2리그의 레노파 야마구치 FC에 입단했다.